# Rosty Zsigmond (1848-as főhadnagy)
Barkóczi Rosty Zsigmond (Székesfehérvár, 1811. február 2. – Székesfehérvár, 1875. október 17.) író, hírlapíró, Fejér vármegye aljegyzője, 1848-as főhadnagy, Fejér megye fő-levéltárnoka, ügyvéd és földbirtokos.

## Családja és származása

A barkóczi Rosty család címere.

Az előkelő nemesi barkóczi Rosty családnak a sarja. Apja barkóczi Rosty Zsigmond (1784–1858), Fehér vármegyei táblabíró, földbirtokos, anyja a polgári származású Kiszling Johanna "Janka" (1793–1866) volt. Az apai nagyszülei barkóczi Rosty Ferenc (1748–1828), földbirtokos, és Anna O'Beirne (1757–1810) voltak. Az anyai nagyszülei Kiszling Mátyás, székesfehérvári választott polgár, városi tanácsos, városi telekkönyvvezető kamarás, és Mühlhoffer Rozália voltak. Az apai nagyapai ükapja varkóczi Rosty István (fl. 1710-†1744), királyi tanácsos, 1730 és 1744 között Vas vármegye alispánja és országgyűlési követe, 1741-ben vasi insurgens ezredes, földbirtokos és szarvaskendi és óvári Sibrik Terézia (1692–1755) voltak. Rosty Zsigmond egyik öccse Rosty István (1817–1869), 1848-as honvéd alezredes, Fejér megye főszolgabírája, borász, birtokos.

## Élete
Alapiskoláinak bevégeztével 1832. március 17-én ügyvédi vizsgálatot tett. Ügyvédi oklevél megszerzése után Fejér vármegyét szolgálta; 1832-től Fejér vármegye aljegyzője volt, később a hétszemélyes táblát is szolgálta; midőn 1846-ban e hivatal megszűnt, a hivataloskodást végleg abbahagyta. 1848-ban honvéd köztüzér lett és mint főhadnagy Komáromban kapitulált. A szabadságharc után rácz-szent-miklósi pusztabeli birtokán gazdálkodott és az irodalommal is foglalkozott; egyik szenvedélye volt a gépészeti föltalálások fölötti elmélkedés, a mi vagyonától megfosztotta és életét feldúlta. Házában működött már az 1840-es évek elején a "Fejér Megyei Olvasó Társaság". 1848-ban alapította a "Radical Lapot", 1849-ben a Komáromi Értesítőt. 1848-ban részt vett a szabadságharcban; Rosty Zsigmond két testvérével, Rosty Györggyel és Istvánnal együtt harcolt a pákozdi csatában, miközben édesanyjuk Rosty Zsigmondné Kiszling Janka, Székesfehérváron imádkozott értük. Rosty Zsigmond főhadnagyként tette le a fegyvert Komáromban. Ez után birtokára ment gazdálkodni és irodalommal foglalkozni. 1867-től néhány évig Fejér megye főlevéltárnoka volt.

## Házassága és gyermekei

A nemes Birly család címere

Rosty Zsigmond 1842. augusztus 14.-én vette feleségül a pesti belvárosi plébánián nemes Birly Leopoldina Mária (Pest, 1821. november 10.–Bécs, 1881. szeptember 13.) kisasszonyt, akinek a szülei Birly Flórián-Ede (1787–1854), királyi tanácsos, orvos, a pesti egyetem szülészet-nőgyógyászat professzora és Staffenberger Terézia voltak. A jeles orvos Birly Flórián 1824. január 10.-én nemességet és családi címert szerzett I. Ferenc magyar királytól. Rosty Zsigmond és Birly Leopoldina frigyéből született:
- Rosty Zsigmond Flórián (Felcsút, 1843. július 21.–Bécs, 1893. augusztus 2.),[13] császári és királyi kamarás, meghatalmazott miniszter a perzsa királyi udvarnál, kairói főkonzul.[14] Neje: Reichenheim-Ulramen Berta.[15]
- Rosty Flórián Lipót (Pest, 1845. április 10.–Gács, 1894. január 22.),[16] császári és királyi kamarás, követségi tanácsos. Felesége: ghymesi és gácsi Forgách Ilona (Aschach, 1862. december 6.–1945) grófnőt.[17]

## Cikkei megjelenése
Cikkei a Hasznos Mulatságokban (1834. II. 24. sz. Csókakő); a Társalkodóban (1845. 25. Pannónia térképe a III. században, 72. sz. könyvism., 1847. Bemutatta-e Mária Terézia 1741. szeptemb. 11. a kis trónörököst az összegyűlt országrendeknek ? 60. sz. Potentiana római telepítvény, hol most Batta helység van Fehérmegyében); a Jelenkorban (1847. 8., 9. sz. A Nemzeti Újság közjogi és történeti tudománya); a Budapesti Hirlapban (1856. Levél Rácz-Szent-Miklósról decz. 10.); a Család Könyvében (II. 1856. Sóvári Soós György, Bátor "Opos, III. 1857. Egy «csalódási igazítás» igazítása Fejér György : «Csalódási igazítása Croy és Rubenprés nemzetségnek II. András királynak azonnevű fiától származtatása iránt» cz. értekezésére, Egy kis éremtan. Bizanti veretű rézérmek, Szent-jáki apátság és pótlék a templom ismertetéséhez); a Pester Lloydban (1856. 289. sz. Geschichtliche Berichtigungen , a trencséni várról és Csák Mátéról); a Pesti Naplóban (1857. 171—173. szám. A magyar nemzetségi nevekről); a M. Emléklapokban (I. 1857. Székes-Fehérvár hajdani nagytemploma); a Delejtűben (I. 1858. Hol van Attila eltemetve ? Székesfehérvár hajdani polgári jogairól, 1859—60. A szabad ispánság értelmezésére kísérlet, oklevél-közlések); a Szépirodalmi Közlönyben (1858. II. 21. sz. Hol van Attila eltemetve); a Magyar Nyelvészetben (1858. A magyarok és finnek között volt viszonyokról); a Gazdasági Lapokban (1858. Évszaki tudósítások Rácz-Szt.-Miklósról); a Honvédek Könyvében (1861. I. R. Zs. naplójából. I. A szerb harc kitörése. Elindulás. Jelasics csak összeütközés. II. Makk és parancsai. A tüzelés megkezdése. A harcz folyama. III. A győztes sereg visszavonulási parancsot kap. Fegyvernyugvás. Félreértések. Érkezés Martonvásárra. IV. Fejérvárra érkezés. Egy jó honleány. Jelasics megszökik); a Székesfehérvári Borász-Csarnokban (1863. A guano, mint szőlőtrágyáról), a Falusi Gazdában (1863. A korai és későbbi szüret eredménye, Hoolbrenk szabadalma, Termelés-kísérleti indítványa, A hasonszenvi állatgyógyászat és még valami, 1864—65. Gazdasági tudósítások, Fehérvármegye, Kell-e a mustot lenyálkázni ? Houdelet rügyeltetése és egy más szőlő - szaporítási módról, 1865. A mesterséges trágya mikénti használatáról, Növénynemesítésről, A fésűs és rövid gyapjú áráról, Hizlalási szerződés, 1867. Vidéki tudósítások, Mit tegyen a borászgazda ?); a Kertészgazdában (1865. A vegytan vívmányai, Az aranyka kiirtása, a csirkék mesterséges keltéséről, A csicsóka fölhasználási módja, 1865—66. Évszaki tudósítások, Rácz-Szent-Miklósról, A takarmányozás okszerű elvei). 

## Munkái
- Katicza, vagy a budetini fal-üreg. Történeten épült hős dráma 4 felv. Pest, 1832.
- A tatárjárás történelme IV. Béla király idejében. Pest, 1856. (Ism. Magyar Sajtó 98., Budapesti Hirlap 158. A válasza 165. sz. Pesti Napló 1857. 63—74. sz.)
- A közös ügyek és egyedüli alkotmányszerű kezeltetésük. Pest, 1863.